# Мірзапур (округ)
Мірзапур (гінді मीरजापुर जिला) — округ в індійському штаті Уттар-Прадеш.